# Élection présidentielle américaine de 1936
L'élection présidentielle américaine de 1936 est la trente-huitième élection présidentielle depuis l'adoption de la Constitution américaine en 1787. Elle se déroule le mardi 3 novembre 1936.
Cette élection voit le troisième plus gros des écarts entre candidats constatés entre 1900 et 2024.

## Contexte
Malgré la mise en œuvre du New Deal, l'économie américaine restait fragile. En 1932, les plus hautes tranches de revenus n'étaient taxées qu'à 25 %. En 1935, le Revenue Act fit passer le taux d'imposition sur les plus hautes tranches (soit plus de 200 000 dollars) à 63 %, puis à 79 % l'année suivante. En 1936, Franklin Delano Roosevelt déclara dans un meeting à Worcester dans le Massachusetts : 
«  Après tout, les impôts sont les cotisations que nous payons pour jouir des privilèges de la participation à une société organisée.  »
 En 1936, 14 % de la population active américaine était encore au chômage,.

## Campagne
Roosevelt put mener campagne sans difficulté. Sans rivalité au sein du Parti démocrate à la suite de l'assassinat du sénateur de Louisiane Huey Pierce Long, il put préparer sereinement sa réélection. Le 27 juin 1936, il fut accueilli en triomphe à la Convention démocrate de Philadelphie, où près de 100 000 personnes assistèrent à sa nomination. Cependant, il refusa de recevoir Jesse Owens après son triomphe aux Jeux olympiques à Berlin.

Du côté du Parti républicain, la critique venait surtout de l'ancien président Herbert Hoover, qui se livra à un véritable réquisitoire de la politique du gouvernement fédéral : 
«  S’il y a, à ce stade, un élément de la marche du collectivisme européen que le New Deal n’a pas imité, ce doit être un oubli.  »
 Néanmoins, le candidat Alf Landon ne parvint pas à mener une campagne efficace. Le gouverneur du Kansas quittait rarement son État et n'était pas un opposant farouche au New Deal. De plus, les attaques contre Roosevelt à la radio étaient souvent menées par son équipe de campagne que par Landon lui-même. Deux mois après sa nomination, il n'avait toujours pas effectué la moindre apparition en campagne. Il reçut toutefois le soutien de Jesse Owens, qui fît campagne pour lui auprès de l'électorat afro-américain.

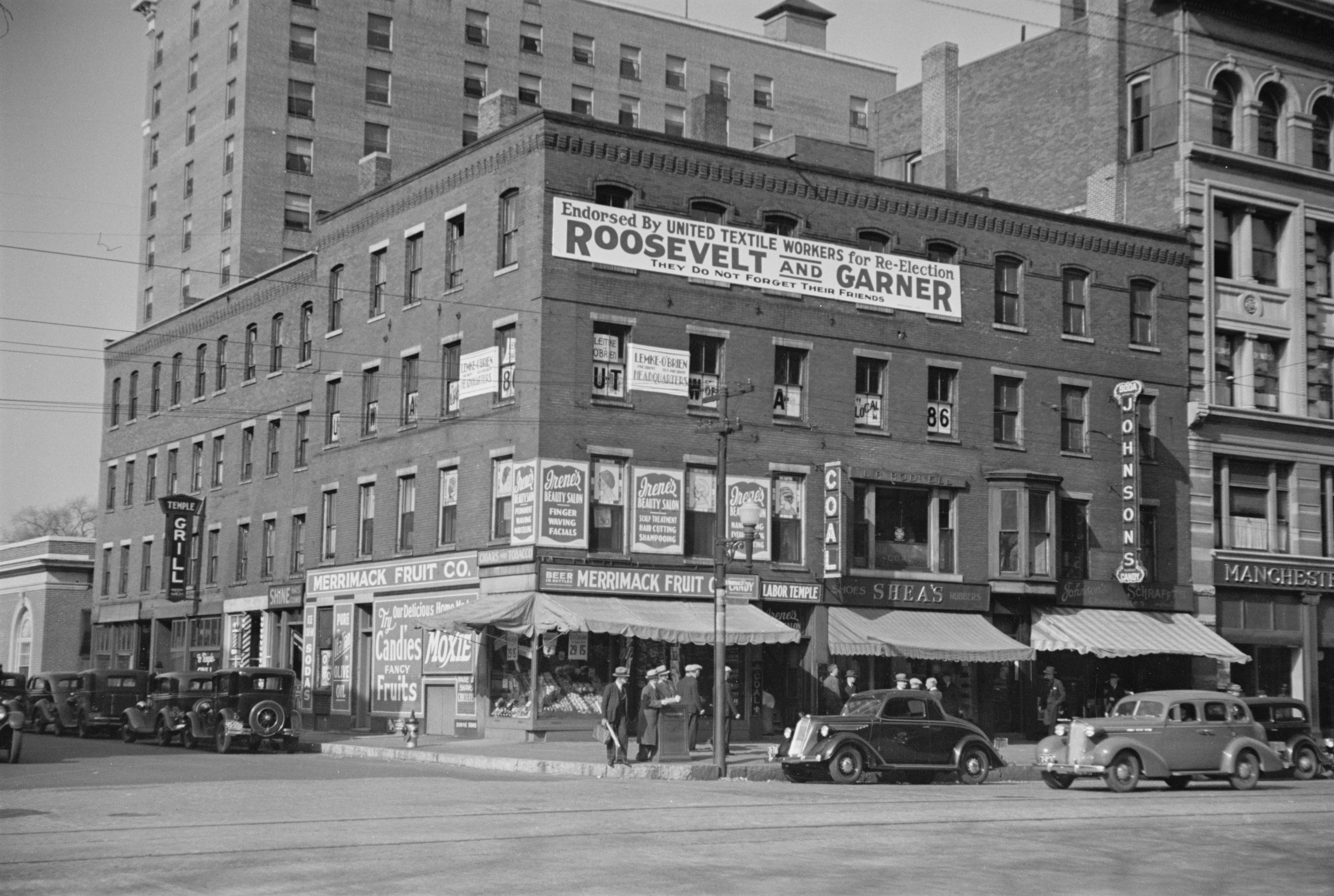
Affiches électorales à Manchester dans le New Hampshire.

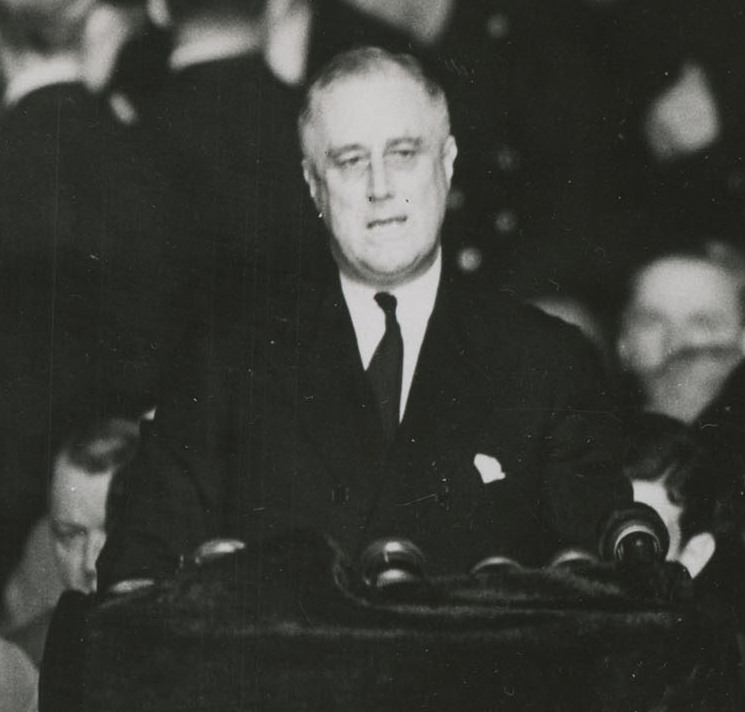
Discours de Franklin Delano Roosevelt à la Convention démocrate à Philadelphie.

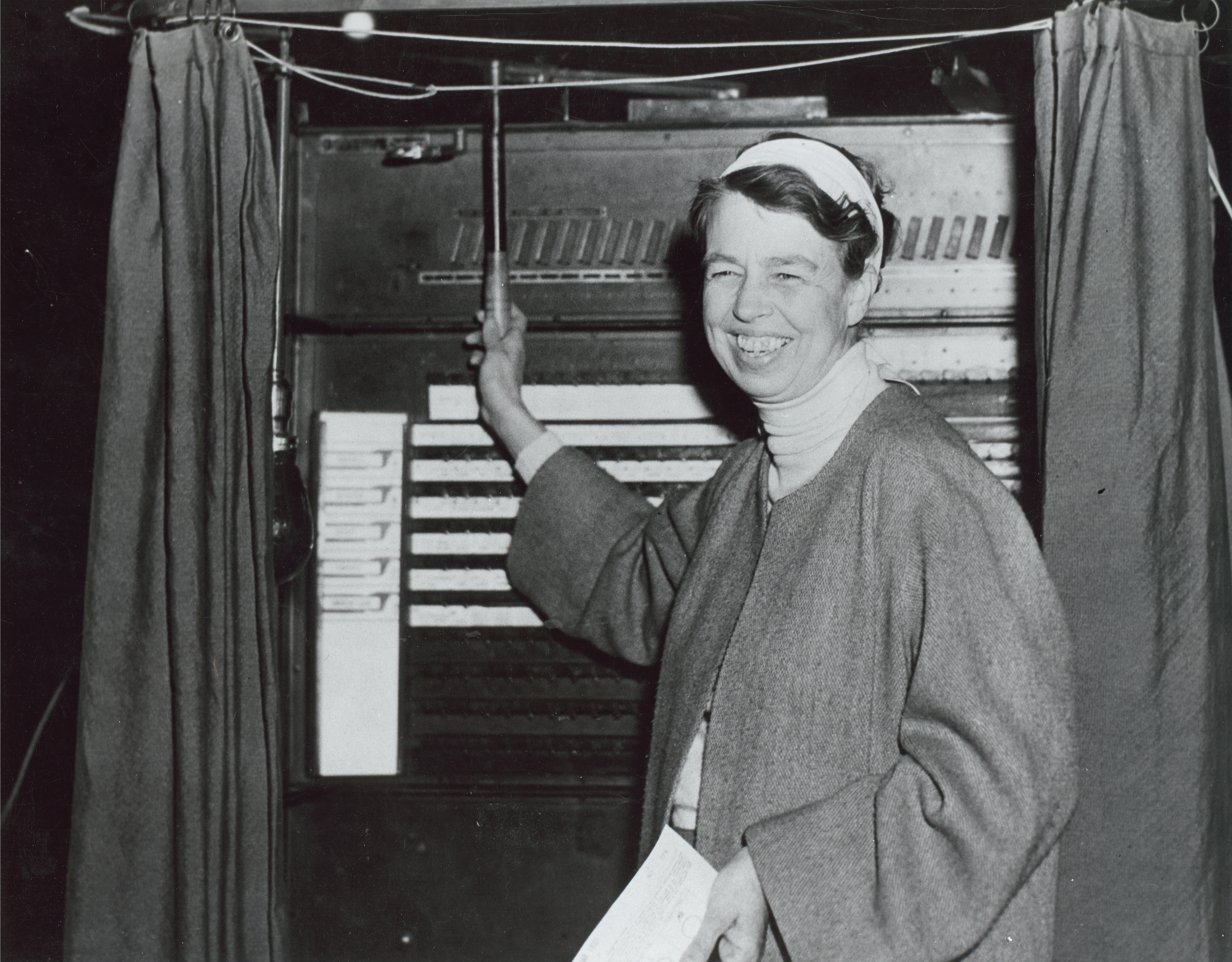
Eleanor Roosevelt votant à New York le jour de l'élection.

## Résultats

Résultats par comté.

| Candidats                | Candidats                 | Colistiers               | Partis                   | Voix       | %     |
| ------------------------ | ------------------------- | ------------------------ | ------------------------ | ---------- | ----- |
|                          | Franklin Delano Roosevelt | John Nance Garner        | Parti démocrate          | 27 747 636 | 60,79 |
|                          | Alf Landon                | Frank Knox               | Parti républicain        | 16 679 543 | 36,54 |
|                          | Autres candidats          | Autres candidats         | Autres candidats         | 1 219 638  | 2,67  |
|                          |                           |                          |                          |            |       |
| Votes valides            | Votes valides             | Votes valides            | Votes valides            | 45 646 817 | 100   |
| Votes blancs et nuls     | Votes blancs et nuls      | Votes blancs et nuls     | Votes blancs et nuls     | 0          | 0     |
| Total                    | Total                     | Total                    | Total                    | 45 646 817 | 100   |
| Abstention               | Abstention                | Abstention               | Abstention               | 34 527 183 | 40,07 |
| Inscrits / participation | Inscrits / participation  | Inscrits / participation | Inscrits / participation | 80 174 000 | 59,93 |

| Candidats                | Candidats                 | Colistiers               | Partis                   | Voix | %     |
| ------------------------ | ------------------------- | ------------------------ | ------------------------ | ---- | ----- |
|                          | Franklin Delano Roosevelt | John Nance Garner        | Parti démocrate          | 523  | 98,49 |
|                          | Alf Landon                | Frank Knox               | Parti républicain        | 8    | 1,51  |
|                          |                           |                          |                          |      |       |
| Votes valides            | Votes valides             | Votes valides            | Votes valides            | 531  | 0     |
| Votes blancs et nuls     | Votes blancs et nuls      | Votes blancs et nuls     | Votes blancs et nuls     | 0    | 0     |
| Total                    | Total                     | Total                    | Total                    | 531  | 100   |
| Abstention               | Abstention                | Abstention               | Abstention               | 0    | 0     |
| Inscrits / participation | Inscrits / participation  | Inscrits / participation | Inscrits / participation | 531  | 100   |

### Analyse
Franklin Delano Roosevelt fut pendant longtemps le dernier président démocrate réélu consécutivement pour un second mandat. Avant lui, seuls Andrew Jackson en 1832 et Woodrow Wilson en 1916 y étaient parvenus. En 1996, Bill Clinton fut réélu pour un second mandat. Seuls cinq présidents issus du Parti démocrate, avec Barack Obama, sont parvenus à l'emporter en briguant un second mandat. Grover Cleveland fut quant à lui élu pour deux mandats non consécutifs. Malgré l'absence des milieux d'affaires à ses côtés, il parvint à remporter la plus éclatante victoire pour un candidat jusqu'à la victoire de Richard Nixon en 1972. Avec 98,57 % des voix en Caroline du Sud, il obtient le meilleur score jamais atteint pour un candidat dans un État depuis 1820. Il l'emporta dans 46 États sur 48,. Il parvint notamment à l'emporter en Pennsylvanie pour la première fois depuis 1856. Roosevelt parvint à l'emporter dans 102 des 106 plus grandes villes américaines de plus 100 000 habitants.
De son côté, Alf Landon est l'un des candidats du Parti républicain qui fut le plus lourdement battu, avec Barry Goldwater en 1964. Contrairement à George McGovern et Walter Mondale, il parvint à l'emporter dans deux États, même s'il subit le plus gros écart en termes de grands électeurs. Il fut le second et dernier candidat issus de l'un des deux principaux partis à remporter moins de dix grands électeurs après William Howard Taft en 1912. Il l'emporte dans le Vermont, qui fut gagné par les républicains de 1856 à 1960, ainsi que dans le Maine qui ne fut remporté par les démocrates qu'en 1912 du fait de la présence de trois candidats majeurs.

## Sondages
Cette élection fut marquée par l'émergence des sondages. C'est en 1935 qu'un sondage est publié pour la première fois aux États-Unis. L'intitulé de la question, posée à 3 000 Américains, était Comment percevez-vous les sujets d'actualité?. Certains sondages ont donné, à tort, le gouverneur du Kansas Alf Landon comme le vainqueur de l'élection. L'institut Gallup, refusant d'organiser des sondages financés par les deux principaux partis, publia un sondage donnant Roosevelt comme vainqueur avec 56 %. Depuis lors, les sondages publiés par cet institut ont toujours influé sur le résultat final des élections présidentielles aux États-Unis.